# Maryla Wolska

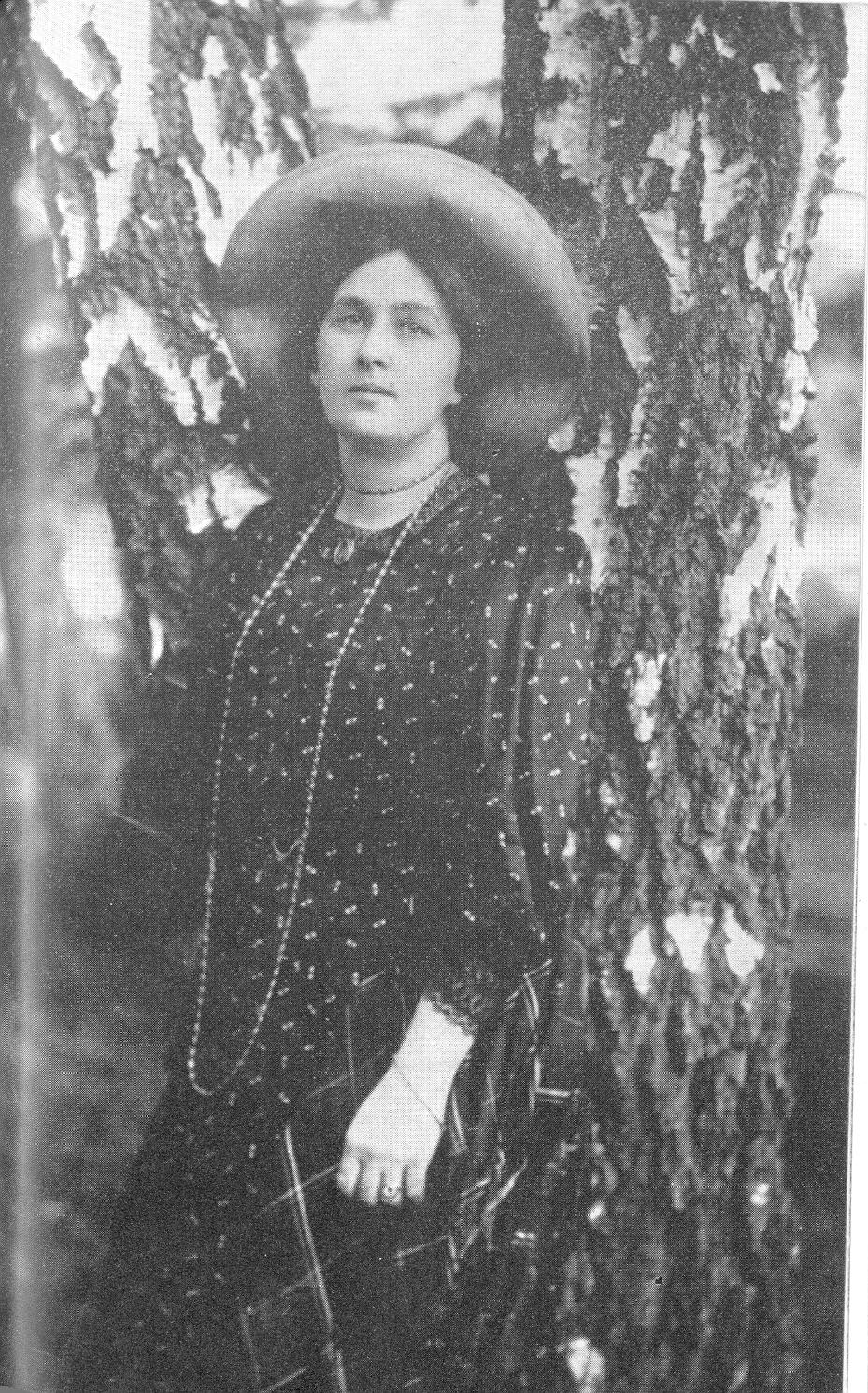
Maryla Wolska

Maryla Wolska (* 13. März 1873 in Lwów, Galizien; † 25. Juni 1930 in Lwów) war eine polnische Dichterin, die zur Bewegung Junges Polen gehörte. Ihr Pseudonym war Iwo Płomieńczyk.

## Leben und Werk
Maryla Wolska wurde am 13. März 1873 in Lwów geboren. Sie studierte Malerei in München und Paris, bevor sie sich ganz der Poesie widmete. In ihrem Haus in Lwów hielt sie einen literarischen Salon ab.
Ihre Dichtung weist für das Fin de Siècle typische Charakteristika wie Pessimismus und Todesahnung auf. Wolska war zudem eine patriotische Dichterin. So behandelte sie in einem ihrer Gedichte den Komponisten und Politiker Ignacy Jan Paderewski. Das Werk entstand anlässlich von Paderewskis Rückkehr nach Polen im Januar 1899 und wurde von ihr und einer weniger bekannten Dichterin, Marian Gawalewicz verfasst. Eine der von Wolska verfassten Strophen, in der sie etwa mit dem Verweis auf die schlafende Prinzessin die erneute Unabhängigkeit Polens beschwörte, lautete:

„Pożar nad czołem, a w oczach mgła

Mistyczne cienie kładła.

Przed nim elegia smutna szła

I tęsknych mar widziadła...

Za nim się snuł marzący tłum,

Melodią wniebowzięty,

I szedł za czarem jego dum

Przez dźwięcznych fal odmęty...

I szedł za czarem jego słów,

Zaklętych w tony rzewne

I wołał w głos: 'O, graj! O, mów!'

I śpiącą wskrześ królewnę!'”

„The fire above his forehead and the mist in his eyes

Spread out the mystic shadows.

Before him a sorrowful elegy walked

And phantoms of lonesome spirits...

Behind him wandered a dreamy crowd

Transfixed with heavenly melodies,

Thus they followed the charm of his song

Through the depths of sonorous waves...

Thus they followed the charm of his words,

Spellbound into longing tones

Thus they called out loud: 'Oh, play!, Oh, speak!'

And resurrect the sleeping princess!'“

Dieses Gedicht wurde erst drei Tage nach der Einführung von Paderewski als Ministerpräsident, am 19. Januar 1919 im Kurier Warszawski veröffentlicht, also als der in dem Gedicht ausgedrückte Wunsch in Erfüllung gegangen war. Neben patriotischer Thematik wirkte Wolska aber auch an einer Veränderung des Frauenbildes mit. Bis dahin existierten vor allem die Bilder der Mutter-Polen und der trauen Ehefrau des Freiheitskämpfers. Wolska setzte sich gemeinsam mit anderen Dichterinnen wie etwa Maria Komornicka und Maria Grossek-Korycka schuf sie das Bild der Frau als für ihre Rechte und Selbstverwirklichung eintretende Persönlichkeit.

## Bibliografie
- Thème Varié, Lwów 1902.
- Symfonia Jesienna, Lwów 1902.
- Święto Słońca, Lwów 1903.
- Z Ogni Kupalnych, Skole 1903.
- Swanta, Lwów 1909.
- Dziewczęta, Lwów 1910.
- Arthur i Wanda, Medyka 1928.
- Dzbanek malin, Medyka 1929.